# Nicolae Tănăsescu
Nicolae Tănăsescu (* 9. Oktober 1949; † 24. März 2006) war ein rumänischer Fußballspieler.

## Sportlicher Werdegang
Tănăsescu spielte in den 1970er und 1980er Jahren für die Bukarester Vereine FC Progresul Bukarest und Sportul Studențesc in der Divizia A und der Divizia B.
Zunächst lief Tănăsescu für Progresul auf, der 1970 in die erste Liga aufgestiegen war. Nach dem verpassten Klassenerhalt 1971 und dem im folgenden Jahr hinter Sportul verpassten Wiederaufstieg wechselte er zum Konkurrenten. Als Teil der sog. „goldenen Generation“ an der Seite von Constantin Stroe, Mircea Sandu, Pau Cazan, Gino Iorgulescu, Aurică Rădulescu, Ion Munteanu, Necula Răducanu und Romulus Chihaia stand er für den Verein bis 1981 auf dem Spielfeld und bestritt 270 Ligaspiele. Größte Erfolge waren der Gewinn des Balkanpokals gegen Titelverteidiger HNK Rijeka 1980 sowie das Erreichen des Endspiels um die Cupa României in der Spielzeit 1978/79, das mit einer 0:3-Niederlage gegen Steaua Bukarest endete. Anschließend kehrte er zu seinem ersten Klub zurück, der zwischenzeitlich ebenfalls in der höchsten Spielklasse antrat. Die Spielzeit 1981/82 beendete der Verein jedoch auf einem Abstiegsplatz.
Tănăsescu bestritt zwei Spiele für die rumänische Nationalmannschaft. Er debütierte am 5. Juni 1976 im Freundschaftsspiel gegen Italien, als er in der 19. Minute für Iuliu Hajnal eingewechselt wurde. Am 2. Juni desselben Jahres kam er gegen den Iran letztmals zum Einsatz.
Über das weitere Leben Tănăsescus abseits des Fußballplatzes ist derzeit nichts bekannt.